# اشماچر (بازیکن فوتبال)
تیاگو مایر دوس سانتوس (به پرتغالی: Thiago Maier dos Santos) معروف به اشماچر (Schumacher) بازیکن فوتبال در پست مهاجم اهل برزیل است که در شهر کوریتیبا و در تاریخ ۳۱ اوت ۱۹۸۶ به دنیا آمده‌است.

## باشگاهی
اشماچر در تیم‌های فوتبال اتلتیکو پارانائنزه، آسکولی، اودینزه، باشگاه فوتبال آستریا وین، باشگاه فوتبال آستریا وین و آکادمیکا سابقهٔ حضور دارد.